# Седяк
Седяк — река в России, протекает в Бижбулякском районе Республики Башкортостан, а также Абдулинском и Пономарёвском районах Оренбургской области. Длина реки составляет 58 км. Площадь водосборного бассейна — 524 км².
Исток реки находится к северу от деревни Седякбаш Бижбулякского района Республики Башкортостан. Является левобережным притоком реки Садак, её устье находится в 4,6 км от устья реки Садак, южнее села Терентьевка.
Притоки: Малый Седяк, Каратай-Садак.
Населённые пункты у реки: Седякбаш, Малый Седяк, Такмаккаран, Ольховка, Василькино, Прогресс, Дубровка, Сергеевка, Борисовка.

## Этимология
Башкиры именуют реку — Сэдэк, Сэде. Топонимист С. М. Стрельников (Оренбургская область) отмечает, что топоним — неясного происхождения.

## Данные водного реестра

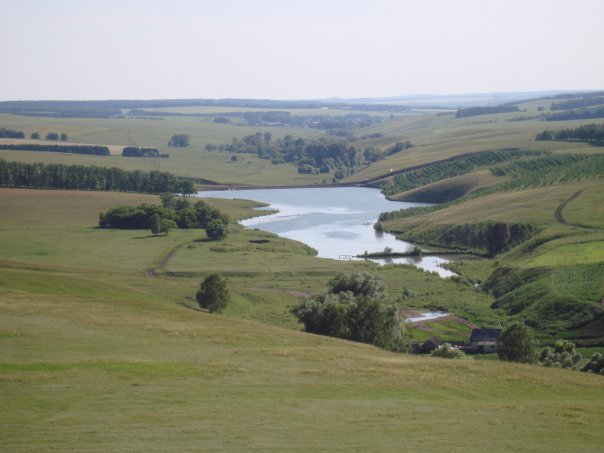
Водоём на реке Седяк вблизи деревни Седякбаш

По данным государственного водного реестра России относится к Камскому бассейновому округу, водохозяйственный участок реки — Дёма от истока до водомерного поста у деревни Бочкарёва, речной подбассейн реки — Белая. Речной бассейн реки — Кама.
В 15 км от устья, по правому берегу реки впадает река Каратай-Садак.
Код объекта в государственном водном реестре — 10010201312111100024397.